# Łąck (stacja kolejowa)
Łąck – stacja kolejowa w Łącku, w województwie mazowieckim.

## Ruch pasażerski
| Rok  | Wymiana pasażerska na dobę |
| ---- | -------------------------- |
| 2017 | 0-9                        |
| 2022 | 10-19                      |

Stacja ma dwa perony i kilka torów towarowych.

## Połączenia[3]
Obecnie stacja w Łącku obsługuje pociąg regionalny Kolei Mazowieckich relacji Kutno – Gostynin – Łąck – Płock – Sierpc (R31), oraz pociąg przyśpieszony KM „Mazovia” relacji Warszawa Wschodnia – Sochaczew – Gostynin – Łąck – Płock (RE3).
| Linia         | Przewoźnik         | Trasa |
| R31           | Koleje Mazowieckie | Kutno – Kutno Azory – Raciborów Kutnowski – Strzelce Kujawskie – Sierakówek – Gostynin – Rogożew – Łąck – Płock Radziwie – Płock – Płock Trzepowo – Proboszczewice Płockie – Gozdowo – Susk – Sierpc |
| RE3 "Mazovia" | Koleje Mazowieckie | Warszawa Wschodnia – Warszawa Centralna – Warszawa Zachodnia – Ożarów Mazowiecki – Błonie – Teresin Niepokalanów – Sochaczew – Łowicz Główny – Kutno – Strzelce Kujawskie – Gostynin – Łąck – Płock  |